# Manifesto Surrealista
O Manifesto Surrealista foi publicado pelo escritor francês André Breton em 1924, e trouxe para o mundo um novo modo de encarar a arte.
Seguido do dadaísmo (movimento que propunha a oposição por qualquer tipo de equilíbrio), o surrealismo impunha o chamado automatismo psíquico, "estado puro, mediante o qual se propunha transmitir verbalmente, por escrito, ou por qualquer outro meio o funcionamento do pensamento; ditado do pensamento, suspenso qualquer controle exercido pela razão, alheio a qualquer preocupação estética ou moral".
Segundo Breton, ele e o escritor Soupault, deram o nome de surrealismo ao novo modo de expressão que tinham a seu alcance, em homenagem a Guillaume Apollinaire.
Neste manifesto, os princípios surrealistas são declarados, tais como a isenção da lógica, a adoção de uma realidade superior, chamada "maravilhosa".

## Citações
“A atitude realista é fruto da mediocridade, do ódio, e da presunção rasteira. É  dela que nascem os livros que insultam a inteligência.” 
“A mania incurável de reduzir o desconhecido ao conhecido, ao classificável, só serve para entorpecer cérebros.” 
“Hoje em dia, os métodos da lógica só servem para resolver problemas secundários”. 
“A extrema diferença de importância, que, aos olhos do observador ordinário, tem os acontecimentos de vigília e os do sono sempre me encheu de espanto. (...) Talvez o meu sonho da noite passada tenha dado prosseguimento ao da noite anterior e continue na próxima noite com rigor meritório.” 
“Digamo-lo claramente de uma vez por todas: o maravilhoso é sempre belo; qualquer tipo de maravilhoso é belo, só o maravilhoso é belo. (...) Desde cedo as crianças são apartadas do maravilhoso, de modo que, quando crescem, já não possuem uma virgindade de espírito que lhes permita sentir extremo prazer na leitura de um conto infantil.” 
“Oxalá chegue o dia em que a poesia decrete o fim do dinheiro e rompa sozinha o pão do céu na terra.” 
"Em homenagem a Guillaume Apollinaire, Soulpault e eu demos o nome de "surrealismo" ao novo modo de expressão que tínhamos à nossa disposição e que estávamos ansiosos por colocar ao alcance de nossos amigos”
“O surrealismo não permite aos que a ele se consagram, abandoná-lo quando lhes apetece fazêlo. Ele atua sobre a mente como os entorpecentes e muitos outros de epocas relacionadas
“A mente que mergulha no surrealismo revive, com exaltação, a melhor parte de sua infância.”
"Imaginação querida, o que sobretudo amo em ti é não perdoares."
"Só o que me exalta ainda é a única palavra: liberdade. Eu a considero apropriada para manter, indefinidamente, o velho fanatismo humano."

## O segundo manifesto
O segundo Manifesto Surrealista foi publicado pelo mesmo escritor em 1930, e tratava mais diretamente aos acontecimentos procedidos depois da publicação do primeiro manifesto, e do esclarecimento da posição política e dos princípios surrealistas. A cumplicidade com os comunistas, e a desconfiança destes e a possível traição que pode ter acontecido por parte de membros que se diziam adeptos do surrealismo, são assuntos tratados nos textos.

## Citações
“E como o voo seguro de espírito depende do grau de resistência oposta a essa ideia, não é difícil compreender que o surrealismo não tenha hesitado em adotar a revolta absoluta, a insubmissão total, a sabotagem consoante às regras que de não espere nada e coisa alguma que não seja a violência.”
“Quem quer que fingisse adotar essa crença, sem verdadeiramente comungar neste desespero, não tardaria a ser visto como inimigo aos olhos dos que sabem.” 
“Se pelo surrealismo rejeitamos a ideia de que só são possíveis as coisas que ‘existem’, se declaramos por um caminho que ‘existe’, chega-se àquilo que ‘não existia’; se não temos medo de insurgir-nos contra a lógica; se não juramos que um ato executado em sonho é menos importante que um executado em estado de vigília; se não estamos certos de que um dia já não existirá o ‘tempo’ (...): como querem que manifestemos qualquer forma de carinho ou tolerância em relação a algum aparelho de conservação social, seja ele qual for?”
“Nós combatemos sob todas as formas, a indiferença poética, a distração artística, a pesquisa erudita, a especulação pura, e não queremos ter nada em comum com os economizadores de espírito.”
“Ainda que não restasse nenhum daqueles que mediram suas possibilidades de significação e sua fome de verdade, o surrealismo haveria de viver (...) Eu prometera a mim mesmo abandonar à sua triste sorte , certo numero de indivíduos.”
“Tive de defender o surrealismo da acusação de ser um movimento político anticomunista e contra-revolucionário”
“O surrealismo se considera indissoluvelmente ligado à marcha do pensamento marxista."